# 3 Idiots
Pour plus de détails, voir Fiche technique et Distribution.
3 Idiots (en anglais Three Idiots ; en hindi : थ्री इडीयट्स) est un film de Bollywood réalisé par Rajkumar Hirani, écrit par Abhijat Joshi (en) d'après le livre de Chetan Bhagat (hi) Five Point Someone, produit par Vidhu Vinod Chopra et sorti en 2009 en Inde.
Cette comédie établit un nouveau record de recettes du cinéma indien : 86 millions de dollars dans le monde entier, ce qui a fait de lui à l'époque de sa sortie le film ayant engrangé le plus de recettes dans l'histoire de Bollywood suivi de Dabangg et Ghajini ; il est ainsi déclaré « all-time blockbuster ». Il est aussi le premier film indien à être diffusé légalement sur YouTube dans un délai de douze semaines après la sortie en salle.
Le film a remporté de nombreux prix : six récompenses aux Filmfare Awards, dont le meilleur film et meilleur réalisateur, et dix récompenses aux Star Screen Awards.
Un remake tamoul, nommé Nanban, est sorti en 2012.  Le film a également fait l'objet d'un remake mexicain sorti en 2017, intitulé 3 idiotas.

## Résumé
Raju, Farhan et Rancho deviennent amis à l'Imperial College of Engineering, une école d'ingénieurs renommée en Inde. Rancho est souvent en confrontation avec Viru, le directeur de l'école qui accorde beaucoup d'importance à la compétition. Rancho s'oppose à Chatur, un autre étudiant qui apprécie les méthodes de travail du directeur. Le jour où Rancho fait une blague qui humilie Chatur, ce dernier lance le défi de se retrouver dans dix ans pour évaluer celui qui aura le plus de succès. Rancho convainc Farhan de s'orienter vers la photographie de la faune sauvage, sa passion, plutôt que d'entamer une carrière d'ingénieur comme le souhaitait de son père.
Rancho disparait après la remise du diplôme de fin d'étude. Raju et Farhan tentent de le retrouver sans succès. Cinq ans plus tard, Chatur vit et travaille aux États-Unis, et vient en Inde pour passer un contrat avec Phunsukh Wangdu, un grand scientifique détenteur de nombreux brevets. Il apprend à Raju et Farhan qu'il a retrouvé la trace de Rancho. Ils vont alors le voir, mais la personne qui porte le patronyme n'est pas l'étudiant qu'ils ont connu. Ils apprennent alors que Rancho était le fils du jardinier d'une riche famille, et qu'il avait obtenu le diplôme pour le compte du fils de la famille. Tenu au secret, il avait dû s’éclipser à la fin des études et ne jamais recontacter sa famille adoptive et tous ceux de sa vie passée. Le fils leur apprend que Rancho est devenu instituteur.
Arrivés à l'école, il s'avère que le vrai nom de Rancho est Phunsukh Wangdu, le grand scientifique qu'est venu voir Chatur.

## Fiche technique
- Titre : 3 Idiots
- Titre original : थ्री इडीयट्स
- Réalisateur : Rajkumar Hirani
- Scénario : Abhijat Joshi (en), Rajkumar Hirani et Vidhu Vinod Chopra
- Musique : Shantanu Moitra (en)
- Lyrics : Swanand Kirkire (en)
- Direction musicale : Shantanu Moitra (en)
- Chorégraphie : Bosco-Caesar (en)
- Direction artistique : Snigdha Basu et Rajnish Hedao
- Photographie : C.K. Muraleedharan (en)
- Montage : Ranjeet Bahadur et Rajkumar Hirani
- Cascades et combats : Sham Kaushal
- Producteur : Vidhu Vinod Chopra
- Budget : 350 millions de roupies
- Distribution : Vinod Chopra Productions
- Langue : hindi
- Pays d'origine : Inde
- Date de sortie : 25 décembre 2009
- Format : couleurs
- Genre : comédie dramatique
- Durée : 164 minutes

## Distribution
- Aamir Khan : Ranchoddas « Rancho » Shamaldas Chanchad / Phunsukh Wangdu
- Kareena Kapoor : Pia Sahastrebuddhe, la fille de Viru Sahastrebuddhe
- Madhavan : Farhan Qureshi
- Sharman Joshi : Raju Rastogi
- Boman Irani : Viru Sahastrebuddhe (« Virus »), le directeur
- Omi Vaidya (en) : Chatur Ramalingam (« Silencer »)
- Parikshit Sahni (en) : monsieur Qureshi
- Jaaved Jaffrey : Ranchoddas Shamaldas Chanchad
- Mona Singh (en) : Mona Sahastrebuddhe, la sœur de Pia
- Sanjay Lafont : Suhas Tandon
- Rahul Kumar (en)  : Man Mohan « Millimeter »
- Amardeep Jha (en) : madame Rastogi
- Farida Dadi (en)  : madame Qureshi
- Jayant Kripalani (en) : journaliste
- Arun Bali (en) : Shamaldas Chanchad
- Ali Fazal : Joy Lobo

## Récompenses
- Star Screen Awards 2010 :
  - Meilleur film pour Rajkumar Hirani
  - Meilleur réalisateur pour Rajkumar Hirani
  - Meilleure actrice pour Kareena Kapoor
  - Meilleur rôle négatif pour Boman Irani
  - Meilleur acteur comique pour Omi Vaidya (en)
  - Meilleur scénario pour Abhijat Joshi, Rajkumar Hirani et Vidhu Vinod Chopra
  - Meilleur dialogue pour Abhijat Joshi, Rajkumar Hirani
  - Meilleur montage pour Rajkumar Hirani
  - Meilleure chorégraphie pour Bosco-Caesar pour la chanson Zoobi Doobi
  - Meilleur débutant pour Omi Vaidya
- Filmfare Awards 2010 :
  - Meilleur film pour Vidhu Vinod Chopra
  - Meilleur réalisateur pour Rajkumar Hirani
  - Meilleur second rôle  pour Boman Irani
  - Meilleur dialogue pour Rajkumar Hirani et Vidhu Vinod Chopra
  - Meilleure histoire pour Abhijat Joshi (en) et Rajkumar Hirani
  - Meilleur scénario pour Rajkumar Hirani, Abhijat Joshi (en) et Vidhu Vinod Chopra
- IIFA Awards :
  - Meilleur film
  - Meilleure réalisation pour Rajkumar Hirani
  - Meilleur scénario pour Abhijat Joshi, Rajkumar Hirani et Vidhu Vinod Chopra
  - Meilleur second rôle pour Sharman Joshi
  - Meilleure actrice pour Kareena Kapoor
  - Meilleur acteur dans un rôle négatif pour Boman Irani
  - Meilleur parolier - Swanand Kirkire
  - Meilleur chanteur masculin pour Shaan - Behti Hawa Sa Tha Wo
  - Meilleure image pour C. K. Muraleedharan, ISC
  - Meilleurs dialogues pour Rajkumar Hirani et Abhijat Joshi
  - Meilleure montage pour Rajkumar Hirani
  - Meilleur enregistrement du son pour Bishwadeep Chatterjee et Nihal Ranjan Samal
  - Meilleur enregistrement musical pour Bishwadeep Chatterjee et Sachin K Sanghvi
  - Meilleur réenregistrement du son pour Anup Dev
  - Meilleure musique de fond pour Sanjay Wandrekar, Atul Raninga et Shantanu Moitra